# Zachary Simmons
Zachary Simmons (Abilene, 26 febbraio 1999) è un cestista statunitense.